# Караджеле
Караджеле (рум. Caragele) — село у повіті Бузеу в Румунії. Входить до складу комуни Лучу.
Село розташоване на відстані 95 км на північний схід від Бухареста, 24 км на південний схід від Бузеу, 92 км на південний захід від Галаца, 133 км на південний схід від Брашова.

## Населення
За даними перепису населення 2002 року у селі проживали 932 особи. Усі жителі села рідною мовою назвали румунську.
Національний склад населення села:
| Національність | Кількість осіб | Відсоток |
| -------------- | -------------- | -------- |
| румуни         | 925            | 99,2%    |
| цигани         | 7              | 0,8%     |